# 普雷圖拉爾佩山
47°32′59″N 15°44′38″E / 47.54972°N 15.74389°E

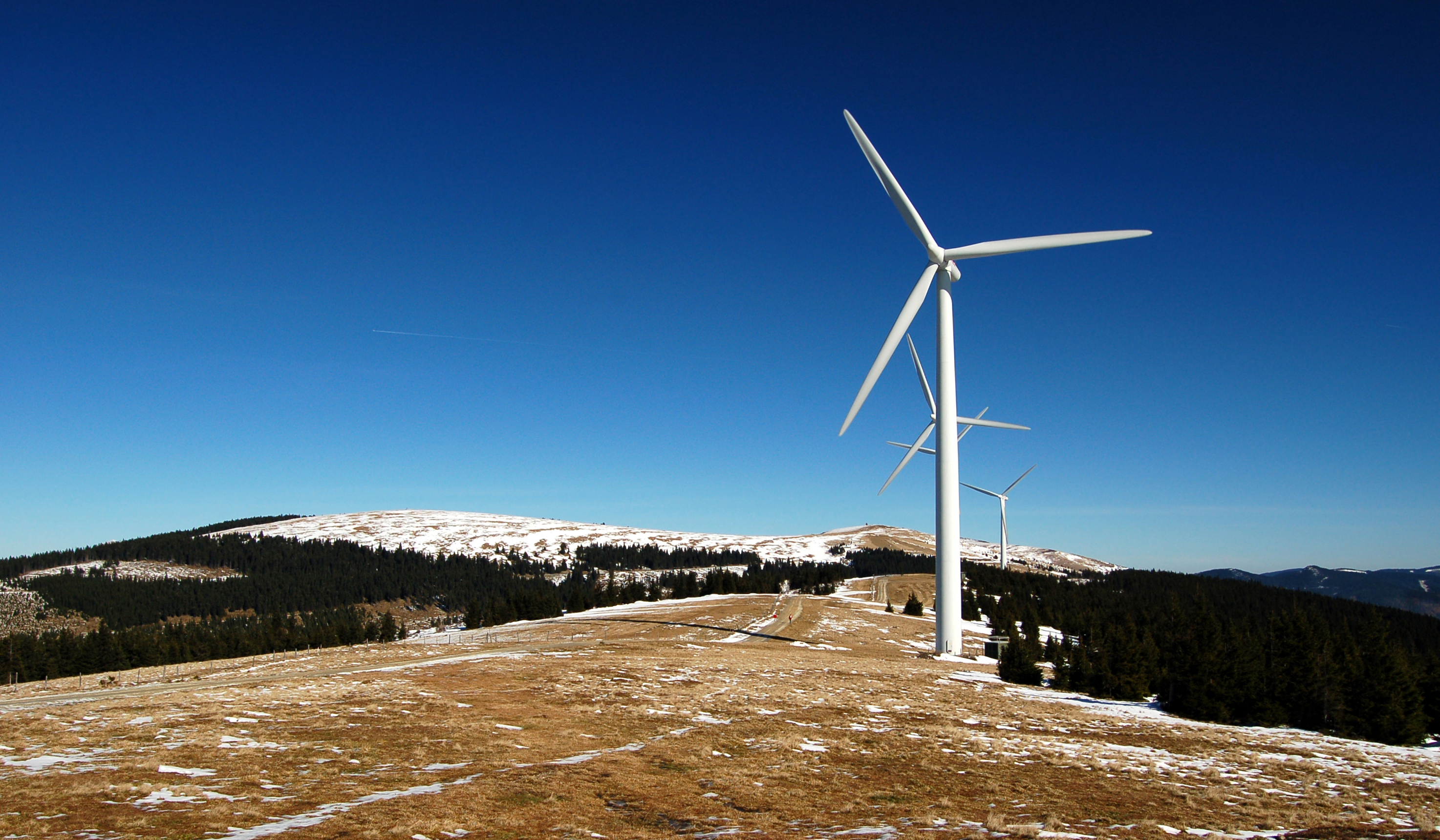

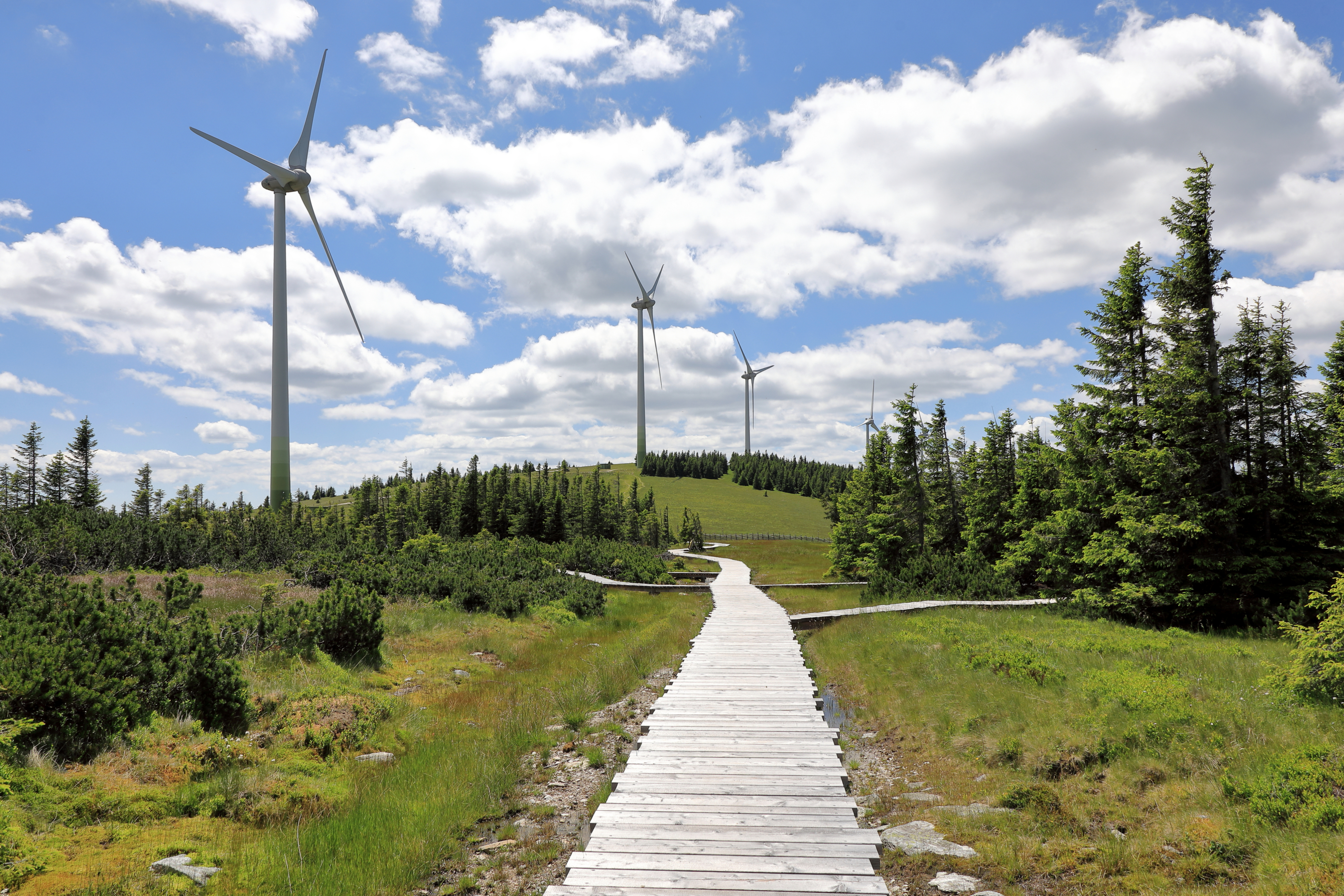
是中阿爾卑斯山最高的沼澤

普雷圖拉爾佩山（德語：Pretulalpe），是奧地利的山峰，位於該國東南部，由施泰爾馬克州負責管轄，屬於菲施巴赫阿爾卑斯山脈的一部分，海拔高度1,656米，山體由片麻岩組成。